# Albin Grau
 (août 2015).
Si vous disposez d'ouvrages ou d'articles de référence ou si vous connaissez des sites web de qualité traitant du thème abordé ici, merci de compléter l'article en donnant les références utiles à sa vérifiabilité et en les liant à la section « Notes et références ».
Albin Grau, né à Schönefeld, actuellement un quartier de Leipzig, le 22 décembre 1884 et mort à Hausham (en Bavière) le 27 mars 1971 , est un architecte allemand féru d'occultisme et actif dans le domaine cinématographique comme producteur, décorateur et costumier.

## Œuvre
Albin Grau est principalement connu pour être le producteur et le concepteur de production pour le film Nosferatu le vampire (1922) de Friedrich Wilhelm Murnau. Il est en grande partie responsable du look et de l'esprit du film. Il en imagine et en réalise les décors, les costumes, le storyboard et aussi le matériel promotionnel.

## Biographie
Perpétuellement consacré à l'étude de l'occultisme et membre de Fraternitas Saturni, Albin Grau a l'idée de tourner un film de vampires alors qu'il servait dans l'armée allemande pendant la Première Guerre mondiale, après qu'un fermier serbe lui ait raconté que son père était un vampire et un mort-vivant.
Avant de collaborer avec Murnau pour Nosferatu, Grau projetait de tourner plusieurs films consacrés à l'occultisme et au surnaturel dans son studio, Prana Film, fondé en 1921 avec Enrico Dieckmann, un autre occultiste. Comme le film Nosferatu était une traduction libre et non autorisée du roman Dracula de Bram Stoker, Prana Film dut se déclarer en faillite dans le but de se soustraire aux poursuites pour contrefaçon. Nosferatu fut ainsi le seul et unique projet ayant abouti.

Symbole de Fraternitas Saturni

Fraternitas Saturni étant interdit en 1936 par le régime nazi et afin d'échapper à la terreur nazie, Albin Grau émigre en Suisse.
Après la guerre, il retourne en Allemagne, à Bayrischzell (Haute-Bavière), où il vit jusqu'à sa mort survenue en 1971.
Cependant, de nombreuses sources (dont la cinémathèque française) indiquent qu'Albin Grau est mort au camp de concentration de Buchenwald en 1942.

## Filmographie

### Comme décorateur
- 1923 : Schatten - Eine nächtliche Halluzination (Le Montreur d'ombres)
- 1925 : Pietro, der Korsar (The Love Pirate)
- 1926 : Le Canard sauvage (Das Haus der Lüge) de Lupu Pick

## Postérité
Albin Grau est un des personnages principaux du film de 2000 L'Ombre du vampire réalisé par E. Elias Merhige. Son rôle est interprété par Udo Kier.